# Emily Bader
Emily Bader (Temecula, 8 novembre 1996) è un'attrice statunitense.

## Biografia
Originaria di Temecula, California, ha studiato arti drammatiche alla Loyola Marymount University. Ha esordito professionalmente al Geffen Playhouse di Los Angeles con Our Very Own Carlin McCullough nel 2018.

## Filmografia

### Cinema
- Assassini anonimi (Anonymous Killers), regia di A.R. Hilton (2020)
- Paranormal Activity - Parente prossimo (Paranormal Activity: Next of Kin), regia di William Eubank (2021)
- Fresh Kills, regia di Jennifer Esposito (2023)

### Televisione
- Matrimoni e bugie (Married with Secrets) - serie TV, episodio 1x04 (2016)
- Instaland, regia di Tim Cruz – film TV (2016)
- Tutti pazzi per il sesso (My Crazy Sex) - serie TV, episodio 1x03 (2017)
- Game Shakers – serie TV, episodio 2x11 (2017)
- The Stalker Club, regia di Doug Campbell – film TV (2017)
- Henry Danger – serie TV, episodio 3x14 (2017)
- House of the Witch, regia di Alex Merkin – film TV (2017)
- Stalked by a Reality Star, regia di Robert Malenfant – film TV (2018)
- Broken Visions – serie TV, 4 episodi (2018)
- Streghe (Charmed) – serie TV, episodi 1x13, 1x22, 4x01, 4x02, 4x11 (2019-2022)
- My Lady Jane – serie TV, 8 episodi (2024)

### Cortometraggi
- Trust, regia di Diane Lansing (2023)

## Teatro
- Our Very Own Carlin McCullough di Amanda Peet, regia di Tyne Rafaeli. Geffen Playhouse di Los Angeles (2018)

## Doppiatrici italiane
Nelle versioni in italiano delle opere in cui ha recitato, Emily Bader è stata doppiata da:
- Veronica Benassi in My Lady Jane
- Lavinia Paladino in Paranormal Activity - Parente prossimo
- Francesca Manicone in Streghe